# 삼성전자 승마단
삼성전자 승마단은 대한민국의 승마단이다. 2010년 선수단을 해체하여 현재는 승마장 운영과 재활승마 프로그램을 진행하고 있다. 박근혜-최순실 게이트 당시 최순실의 딸 정유라가 소속되어 있다는 의혹이 있었다.

## 연혁
- 1986년 10월 승마장 개장
- 1988년 6월 삼성전자 승마단 창단
- 1996년 9월 국제 승마 연맹(FEI) 네이션스컵 후원
- 2001년 6월 재활승마 프로그램 실시
- 2006년 10월 육군사관학교 자매결연 체결
- 2009년 3월 재활승마 전용마장 개장
- 2009년 10월 국립축산과학원 재활승마 업무협약 체결
- 2010년 2월 선수단 해체
- 2010년 7월 재활승마 Premier Accredited Center 인증 획득

## 역대 성적
- 1988년 하계 올림픽 : 마장마술 개인전 10위, 종합마술 개인전 17위
- 1992년 하계 올림픽 : 종합마술 개인전 20위
- 2004년 FEI 네이션스컵 : 단체전 우승
- 2004년 하계 올림픽 : 장애물 단체전 8위, 장애물 개인전 14위
- 2006년 아시안 게임 : 마장마술 단체전 1위, 장애물 단체전 2위, 개인전 1, 3위
- 2008년 하계 올림픽 : 마장마술 개인전 46위

## 역대 선수단

### 선수
- 황순원
- 이미경
- 최준상
- 손봉각
- 송상욱
- 주정현
- 우정호
- 신수진

### 코칭 스태프
- 최명진

## 시설
경기도 군포시에 위치한 안양컨트리클럽 내에 삼성전자 승마장과 삼성전자 재활승마센터가 위치해 있다.

## 사회공헌

### 재활승마
삼성전자 승마단에서는 2001년 9월부터 재활승마 프로그램을 도입하여 실시하고 있으며, 2009년 3월에는 대한민국 최초로 재활승마 전용마장인 삼성전자 재활승마센터를 건립하여 더욱 체계적인 지원이 가능하게 되었고 2010년 국제재활승마전문협회로부터 우수인증센터로 승인을 받은 전문 기관이 되었고, 세계장애인승마연맹와 국제재활승마전문협회의 회원으로 가입되어 있다.
재활승마 프로그램은 전액 무상으로 진행하고 있으며, 2001년부터 2012년까지 약 3800여명의 자원봉사자들의 자발적인 참여와 함께 860여명의 뇌성마비 아동들이 수혜를 받았다.

## 같이 보기
- 삼성전자
- 삼성스포츠단
- 수원 삼성 블루윙즈
- 서울 삼성 썬더스
- 삼성 갤럭시
- 삼성전자 육상단
- 정유라 (승마 선수)
- 최순실